# Museo nacional de historia de Asjabad
El Museo nacional de historia de Asjabad es un museo de historia en Asjabad, capital del país asiático de Turkmenistán. Contiene más de 500.000 objetos expuestos, hallazgos arqueológicos y etnográficos sobre todo obras raras de arte antiguo, pinturas, dibujos, esculturas, tapices, alfombras, telas y prendas de vestir, utensilios domésticos, instrumentos musicales, armas, joyas, medallas, documentos históricos, cuernos en forma de vasijas hechas de marfil, estatuillas de diosas y coloridos jarrones budistas.